# Šipikovo

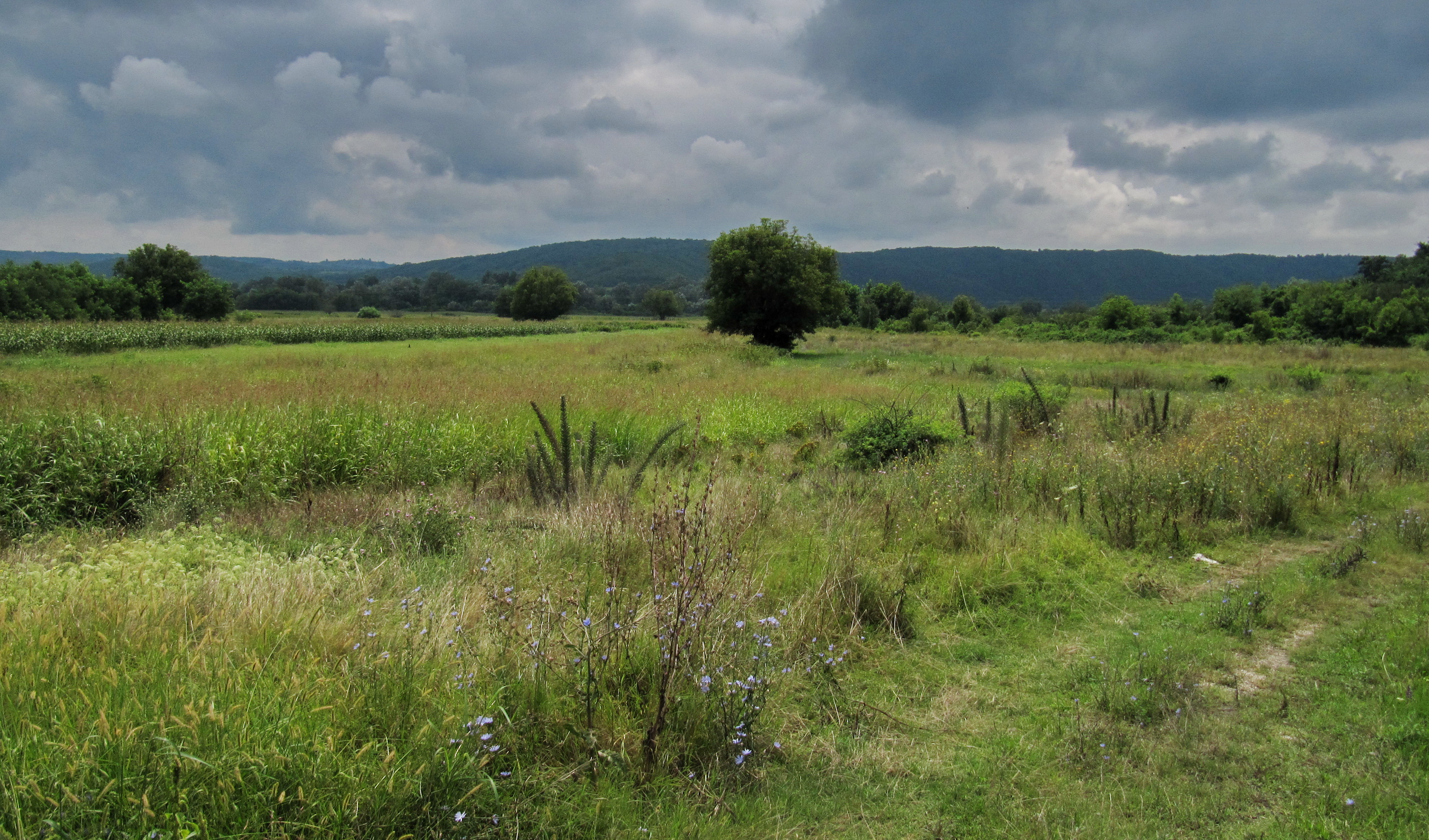
Landschap bij Šipikovo

Šipikovo (Servisch cyrillisch Шипиково) is een plaats in de Servische gemeente Zaječar. De plaats telt 511 inwoners (2002).